# Командир счастливой «Щуки»
«Командир счастливой „Щуки“» — советский художественный фильм 1972 года. Героико-приключенческая картина о моряках-подводниках Северного флота во время Великой Отечественной войны.

## Сюжет
Идёт оборона Заполярья. В ответ на подготовку немецких войск к захвату Мурманска советское командование решило активизировать деятельность Северного флота. Экипаж подводной лодки «Щ-721» выполняет задачу по уничтожению вражеского транспорта с солдатами и боеприпасами. Подлодка Алексея Строгова считается счастливой. Экипаж под его руководством творит чудеса и выпутывается из сложных ситуаций. Также Алексей Строгов разрабатывает тактику бесперископной торпедной атаки вопреки скептицизму коллег и руководства. В ходе выполнения боевой задачи на борт лодки пришлось принять эвакуированный экипаж другой советской подводной лодки Щ-703. Гитлеровцы ведут на подлодку долгую охоту. В конце концов она оказывается в почти безвыходной ситуации — на дне и почти без кислорода. Командиру Алексею Строгову удаётся спасти лодку и экипаж, заплатив за это своей жизнью…

## В ролях
- Пётр Вельяминов — капитан 3-го ранга, командир Щ-721 Алексей Петрович Строгов
- Донатас Банионис — комиссар Щ-721 Виктор Ионович Шеркнис (озвучивает Александр Демьяненко)
- Елена Добронравова — инженер Светлана Ивановна Веденина
- Владимир Иванов — краснофлотец, торпедист Щ-721 Анатолий Фёдорович Голик
- Михаил Волков — капитан-лейтенант, командир подводной лодки Щ-703 Валерий Рудаков
- Владимир Кашпур — мичман, боцман Щ-721 Носов (Кузьмич)
- Борис Белов — комбриг, капитан 1-го ранга (в титрах А. Белов)
- Станислав Бородокин — старшина 1 статьи, радист Щ-721 Сергей Шухов
- Шота Мшвениерадзе — старшина 2 статьи Шота Харадзе (Щ-721)
- Константин Райкин — кок Щ-721 Булкин
- Никита Астахов — краснофлотец
- Анатолий Борисов — немецкий адмирал
- Павел Махотин — командующий Северным флотом, вице-адмирал Головко А Г.
- Светлана Суховей — Оксана
- Валентина Березуцкая — кладовщица
- Евгений Евстигнеев — Степан Лукич
- Любовь Соколова — тётя Дуся

## Съёмочная группа
- Режиссёр: Борис Волчек
- Сценарий: Александр Молдавский, Владимир Валуцкий, Борис Волчек
- Операторы: Борис Волчек, Валентин Макаров
- Композитор: Александр Зацепин
- Художник-постановщик: Владимир Аронин
- Звукооператор: Виталий Шмелькин
- Тексты песен: Леонид Дербенёв
- Песню «Давным-давно была война» исполнил Юрий Пузырёв
- Комбинированные съёмки:
  - оператор: Александр Ренков
  - художник: Зоя Морякова
- Монтаж: Лидия Милиоти

## История сюжета
- Сюжет фильма построен на основе реальных событий Великой Отечественной войны, которые произошли на Северном флоте и главной базе Полярном. Образ лодки Щ-721 и её капитана Строгова можно считать собирательным.
- В апреле 1942 года лодка «Щ-421» под командованием капитан-лейтенанта Фёдора Видяева, подорвавшись на мине вблизи вражеского берега, потеряла ход и способность погружаться. Подводники сделали импровизированный парус из брезентовых чехлов, натянули на перископ и почти сутки шли под парусом в надводном положении, пока экипаж не был спасён советской лодкой К-22 под командованием В. Н. Котельникова.[1]
- 19 февраля 1942 года подводная лодка «Щ-403» под командованием капитан-лейтенанта Семёна Коваленко участвовала в операции по высадке разведчиков на вражеском берегу. После высадки лодка в надводном положении уходила из Порсангер-фьорда и внезапно наткнулась на группу немецких боевых кораблей. Командир лодки оказался на мостике и был тяжело ранен. Штурман дал команду на погружение, при этом командир был оставлен на мостике и попал в плен. В нацистском концлагере он познакомился с офицером-подводником союзников и попросил его рассказать о своей истории после окончания войны. Из плена Семен Коваленко не вернулся.[2][3]

## Съёмки
- Небольшая роль (корабельный кок Булкин) в этом фильме стала кинематографическим дебютом Константина Райкина.
- В роли немецкого эсминца в фильме снимался эскадренный миноносец Северного флота «Бывалый» (проекта 56ПЛО)[4].
- Съёмки фильма проводились в Полярном[5].

## Технические данные
- Широкоэкранный, цветной, звуковой, 2767 м, 101 мин[6].
- Прокат (1973, 13 место) — 31 млн зрителей.